# Заєць Антон Павлович
Заєць Антон Павлович (позивний «Чехов» «Чех»; ? м. Знам'янка, Кіровоградська область, Україна — пом. 18 березня 2023 м. Бахмут, Донецька область, Україна) — український доброволець, старший лейтенант, заступник командира 34 ОМБ 57 ОМБР Збройних сил України, учасник російсько-української війни.

## Нагороди
- орденом Богдана Хмельницького III ступеня (2020) за особисту мужність і самовідданість, виявлені під час бойових дій, зразкове виконання військового обов’язку[1]
- Медаль «За військову службу Україні» (2016)[2]
- Медаль «Честь. Слава. Держава» (2016)[3]